# 아카보시역
아카보시역(일본어: 赤星駅 아카보시에키[*])은 일본 에히메현 시코쿠추오시에 있는 시코쿠 여객철도 요산선의 역이다. 역 번호는 Y25이며, 단선 승강장 1면 1선의 구조를 가진 지상역이자 무인 간이역이다.

## 역 주변
- 국도 제11호선

## 역사
- 1960년 3월 1일 : 개업.
- 1987년 4월 1일 : 민영화에 따라, 시코쿠 여객철도로 이관.

## 인접 정차역
| 시코쿠 여객철도 요산선        | 시코쿠 여객철도 요산선 | 시코쿠 여객철도 요산선      |
| ----------------------------- | ---------------------- | --------------------------- |
| Y 24 이요산가와 다카마쓰 방면 | 요산 선                | 이요도이 Y 26 마쓰야마 방면 |